# 7533 Seiraiji
7533 Seiraiji è un asteroide della fascia principale. Scoperto nel 1995, presenta un'orbita caratterizzata da un semiasse maggiore pari a 2,9940300 UA e da un'eccentricità di 0,0997821, inclinata di 3,64295° rispetto all'eclittica.